# Obserwatorium Roque de los Muchachos
Obserwatorium Roque de los Muchachos (hiszp. Observatorio del Roque de los Muchachos) – obserwatorium astronomiczne położone na terenie gminy Garafía na kanaryjskiej wyspie La Palma i zarządzane przez Instituto de Astrofísica de Canarias z siedzibą na sąsiedniej Teneryfie. 

## Historia
Oficjalna inauguracja działalności obserwatorium odbyła się 29 czerwca 1985 w asyście hiszpańskiej rodziny królewskiej oraz sześciu głów państw europejskich. Aby zapewnić komfortowe warunki lądowania zaproszonych gości, na terenie obiektu wybudowano siedem lądowisk dla helikopterów.
W 1997 pożar, który dotarł aż na zbocze góry, zniszczył jeden z teleskopów gamma. Kolejny pożar (we wrześniu 2005) nie spowodował żadnych poważnych zniszczeń budynków obserwatorium ani znajdujących się tam teleskopów.

## Charakterystyka i wyposażenie
Obserwatorium jest częścią Europejskiego Obserwatorium Północnego (ang. European Northern Observatory, ENO). Znajduje się na wysokości 2396 m n.p.m. i zajmuje powierzchnię 189 ha.
Statystyki dotyczące seeingu dają podstawy do wyróżnienia terenu, na którym jest położone obserwatorium, jako drugiej najlepszej lokacji do prowadzenia obserwacji astronomicznych na półkuli północnej (zaraz po Obserwatorium Mauna Kea na Hawajach). Punkt jest wyposażony w jedne z najlepszych urządzeń astronomicznych na świecie, m.in. w zaawansowany system optyki adaptacyjnej (dla uniknięcia lokalnych odkształceń zwierciadła), Szwedzki Teleskop Solarny (SST), który umożliwia uzyskanie zdjęć Słońca o najwyższych rozdzielczościach. Znajduje się tu również Gran Telescopio Canarias, który w lipcu 2009 był największym na świecie teleskopem optycznym. Obserwatorium było jednym z głównych kandydatów do umieszczenia na swoim terenie zaprojektowanego przez Europejskie Obserwatorium Południowe największego teleskopu świata – Ekstremalnie Wielkiego Teleskopu.